# Georadar

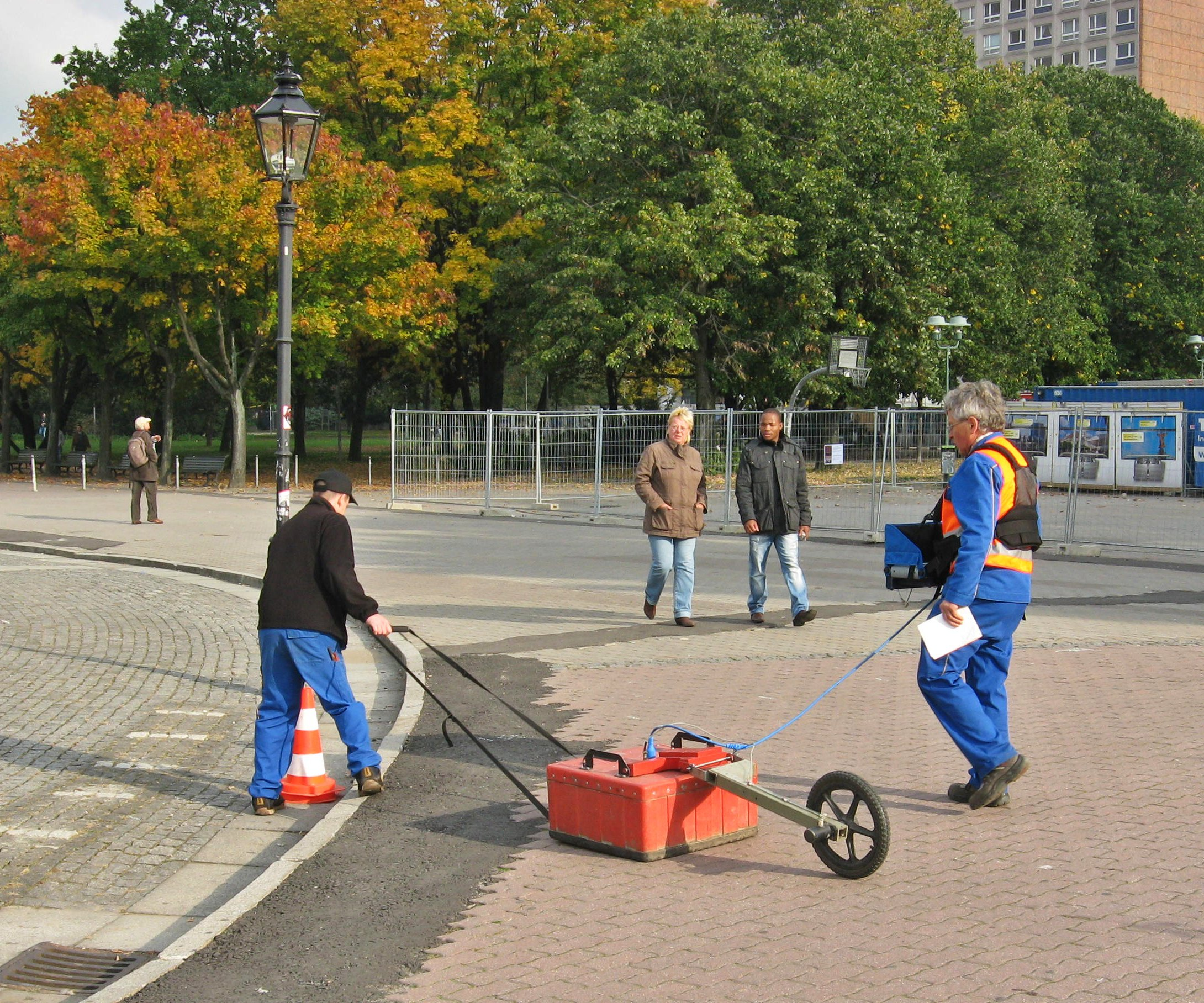
Badania archeologiczne georadarem w Berlinie

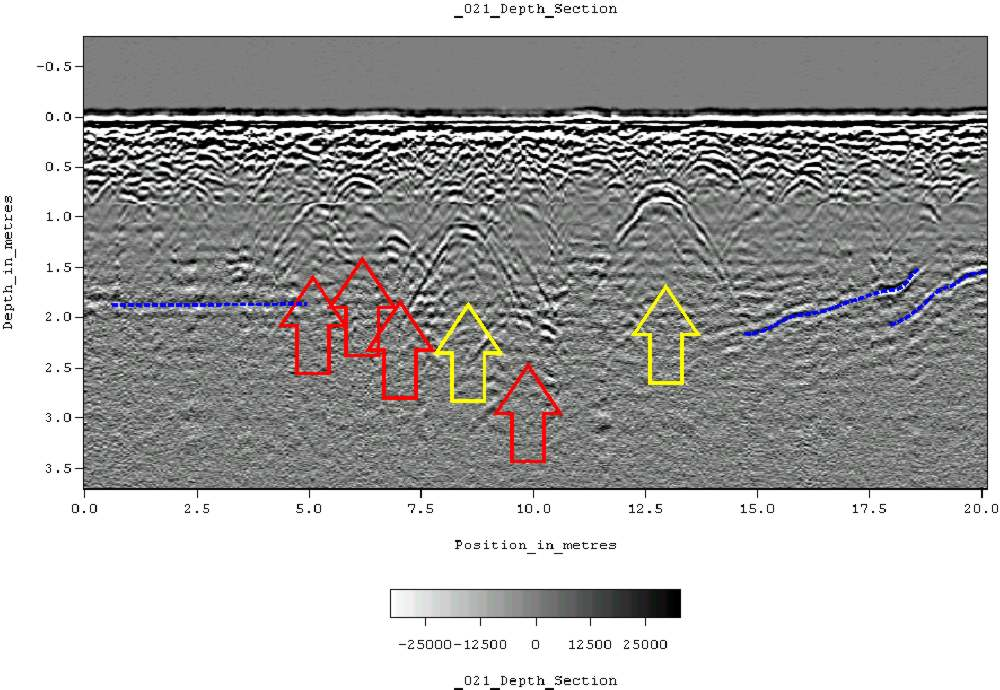
Profil georadarowy z cmentarza w Alabama, USA. Odbicia w kształcie hiperboli wskazują na obecność zagrzebanych przeszkód - możliwe grobowce.

Georadar (ang. ground-penetrating radar, GPR) – wysokorozdzielcza, mobilna metoda geofizyczna oparta na emitowaniu fal elektromagnetycznych o częstotliwości z zakresu krótkich do ultrakrótkich fal radiowych i rejestracji fal odbitych od warstw charakteryzujących się zmianami własności dielektrycznych. Przetwarzanie takich danych pomiarowych odbywa się z wykorzystaniem oprogramowania, które pozwala na uzyskanie obrazu przypominającego przekrój przez badany ośrodek jak np.: przekrój geologiczny ukazujący warstwowanie gruntów i skał, budowę strukturalną budowli (dróg, mostów), podziemne przeszkody i pustki, znaleziska archeologiczne, instalacje podziemne i wiele innych.

## Budowa i działanie

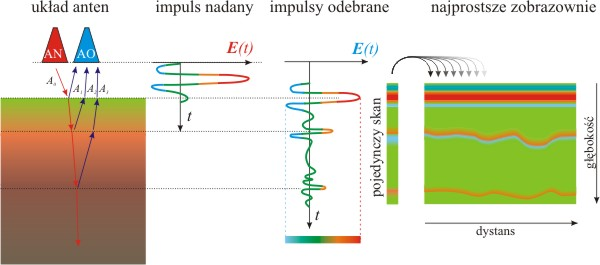
Schemat działania georadaru.

Jednokanałowy zestaw radarowy składa się z dwóch anten: nadawczej i odbiorczej (wersja bistatyczna) lub jednej anteny nadawczo-odbiorczej (wersja monostatyczna), centralnej jednostki sterującej sygnałem i rejestratora. Specjalnie skonstruowane sygnały elektromagnetyczne emitowane są z poruszającego się bezpośrednio po badanej powierzchni zestawu anten i propagują się w badanym ośrodku. W wersji bistatycznej jedna antena wysyła monocykle sinusoidalne, o długości półtora okresu, a druga identyczna antena, zamontowana tuż obok, odbiera odbite sygnały, które są opóźnione w stosunku do sygnałów nadawanych o wartość od kilkudziesięciu do kilku tysięcy nanosekund. Coraz popularniejsze są też rozwiązania emitujące sygnały ze skokowo zmienną częstotliwością bądź sygnały typu chirp. Georadar może pracować z antenami ekranowanymi oraz nieekranowanymi. Zastosowanie kilku różnych anten daje możliwość pracy na kilku kanałach, co umożliwia uzyskanie lepszej rozdzielczości obrazu.
Sygnał odbity od granic pomiędzy obszarami o różnej stałej dielektrycznej jest rejestrowany przez antenę odbiorczą w dziedzinie czasu i następnie zapisywany w postaci danych cyfrowych. Zapis sygnału to pojedyncza ścieżka, którą można porównać do pojedynczego odwiertu. Dawniej właśnie taki obraz oglądano na oscyloskopach. Po złożeniu ścieżek jedna po drugiej uzyskujemy dwuwymiarowy obraz, gdzie odcięta jest przebytą w czasie profilowania odległością, a rzędna to czas „nasłuchu” przez georadar, który w środowisku o znanej prędkości fali elektromagnetycznej, pozwala na precyzyjne określenie głębokości przeszkód, od których odbijają się nadawane sygnały. Prędkość fali można uzyskać na podstawie
1. badań laboratoryjnych stałej dielektrycznej materiału,
2. czasu transmisji fali (pomiędzy otworami wiertniczymi lub dzięki metodzie CMP) lub
3. migracji iteracyjnej (Fisher, McMechan i in. 1992).

Georadar pracuje, w zależności od potrzeb, w szerokim zakresie częstotliwości od 10 MHz do 4 GHz. Dobór częstotliwości roboczej zależy od głębokości penetracji, ponieważ fale elektromagnetyczne są tłumione w gruncie (zwłaszcza w iłach i glinie ─ suchy piasek i żwir nie ograniczają tak mocno ich zasięgu). Najmocniej tłumione są fale elektromagnetyczne o najwyższych częstotliwościach. Dlatego też w razie potrzeby zbadania głębiej zalegających warstw litologicznych używa się anten pracujących w dolnym zakresie częstotliwości, czyli od 20 MHz do 300 MHz. Anteny dla średnich i wysokich częstotliwości umożliwiają wykrycie średnich i małych obiektów, zaś anteny o częstotliwości 1–2 GHz wykrywają nawet poszczególne pręty zbrojeniowe w konstrukcji betonowej. Osiąganie dużych głębokości okupione jest niższą rozdzielczością. Oznacza to, że na największych głębokościach możemy dostrzec jedynie największe obiekty takie jak jaskinie, tunele, uskoki oraz strukturę warstw litologicznych, co w wielu zastosowaniach może być zaletą tej metody. Gdy konieczne jest wykonanie dokładnych badań na dużych głębokościach, można zastosować anteny otworowe. Za ich pomocą dokonuje się pomiarów w sąsiedztwie otworu wiertniczego.

## Przetwarzanie danych
Przetwarzanie danych ma na celu wyeliminowanie różnego rodzaju szumów, wzmocnienie sygnału, a także uporządkowanie zarejestrowanych wydarzeń w przestrzeni. Ze względu na podobieństwo metod podstawowe przetwarzanie zebranych w terenie danych może być prowadzone w podobny sposób, jak przy badaniach sejsmicznych. Możliwe jest tu zastosowanie oprogramowania do przetwarzania danych sejsmicznych, choć dość powszechne jest specjalistyczne oprogramowanie do mniej lub bardziej rozległego przetwarzania danych i interpretacji profili georadarowych. Oprogramowanie takie jest dostosowane od potrzeb i zastosowania metody.

## Zastosowanie
Metoda po raz pierwszy została zastosowana przez niemieckich naukowców w połowie lat dwudziestych ubiegłego stulecia. Pierwotnie miała służyć wykrywaniu zagrzebanych przedmiotów i w glacjologii. Szersze zastosowanie znalazła dopiero w latach siedemdziesiątych, jednak swój rozkwit związany z postępem elektroniki i oprogramowania przeżywa od lat dziewięćdziesiątych. Pomiary georadarowe wykorzystywane są w:
- w poszukiwaniu i mapowaniu infrastruktury komunalnej, rur zarówno metalowych i niemetalowych oraz kabli i światłowodów
- inżynierii budowlanej, w badaniu stanu konstrukcji budowlanych, mostów, w geotechnice, badaniu stanu podbudowy dróg i trakcji kolejowych, konsolidacji nasypów, badaniu stanu tam, tuneli (zwłaszcza wykrywania spękań i uskoków skalnych), wykrywaniu pustek kopalnianych
- archeologii
- geologii, na przykład do śledzenia podłoża skalnego, grubości luźnych osadów, wykrywaniu powierzchni poślizgu osuwisk, badaniach sedymentologicznych, poszukiwaniach zjawisk krasowych i innych
- hydrogeologii, w wykrywaniu zasobów wód gruntowych, szczegółowych badaniach rozkładu wodoprzepuszczalności osadów tworzących poziomy wodonośne
- ochronie środowiska a zwłaszcza badaniu podłoża wysypisk, poszukiwaniu podziemnych zbiorników z zanieczyszczeniami, śledzeniu migracji zanieczyszczeń (np. wycieków ropy itp.)
- glacjologii
- wojsku do wykrywania ukrytych pod ziemią niebezpiecznych obiektów np. min, pozostałości po działaniach zbrojnych

W geologii różnice własności przenikalności elektrycznej są najczęściej wynikiem nasycenia osadów, gruntu czy skał płynami (np. wody gruntowej), a zawartość wody jest związana z porowatością, upakowaniem ziarn, wysortowaniem, imbrykacją klastrów czy spękaniem skał itp. Różnice dielektryczne mogą być też związane ze składem mineralnym. Z tego powodu w skałach osadowych powierzchnie odbicia pokrywają się z granicami pomiędzy warstwami charakteryzującymi się zmianami takich cech jak wymienione powyżej.
Dla celów geologicznych stosuje się anteny o niskich częstotliwościach 10-80 MHz. Badania wymagające większej rozdzielczości (np. w sedymentologii śledzenie powierzchni warstwowania itp.) wymagają anten o wyższej częstotliwości (zazwyczaj 200 MHz). Do badań drogowych i strukturalnych w budownictwie używane są znacznie wyższe częstotliwości (400 - 1500 MHz).

## Przykładowe odczyty georadarowe
- badanie konstrukcji betonowych
- korozja krasowa - głębokość ok. 10 m profil 2D
- średniowieczne mury profil 2D
- georadar w archeologii (odczyty 3D) - kolejne cięcia czasowe utworzone z wielu profili 2D
- Profesjonalne zastosowanie georadaru w badaniach archeologicznych
- Profesjonalne użycie georadaru w lokalizacji krypt